# Joly Braga Santos
José Manuel Joly Braga Santos ComSE (Lisboa, 14 de maio de 1924 — Lisboa, 18 de julho de 1988) foi um compositor de música erudita e maestro português. Durante a sua vida, que terminou quando estava no máximo da sua criatividade, escreveu seis sinfonias.

## Biografia
José Manuel Joly Braga Santos nasceu em Lisboa a 14 de maio de 1924. A música, que já ouvia aos dois anos de idade, é a primeira forma artística de que se lembra. Gostava que lhe oferecessem instrumentos musicais e o seu pai, apercebendo-se da sua predilecção pela música, levava-o aos concertos e à opera. Joly gostava especialmente das óperas com muito coro.
Aos cinco anos começou a tocar num violino de brincadeira. O seu apego ao instrumento parecia conduzi-lo a uma carreira de violinista profissional. Na verdade, chegou a estudar violino e composição no Conservatório de Lisboa, onde foi aluno de Luís de Freitas Branco. Provando ser o seu aluno mais talentoso, Joly herdou do mais proeminente compositor da altura a paleta de cores das suas orquestrações. Outra pessoa que muito contribuiu para a sua formação foi o maestro Pedro de Freitas Branco, dando a conhecer a obra de Braga Santos em todo o mundo. O próprio compositor lembra: "Ele ajudou-me de uma forma espantosa e abriu caminho à formação que mais tarde eu viria a ter."

### Música
Durante a sua juventude, o contexto de guerra mundial de então impediu um contacto mais próximo do compositor com a cultura musical europeia. Joly Braga Santos procurou assim inspiração na tradição portuguesa, especialmente na obra do seu mestre Luís de Freitas Branco. O antigo folclore português e o polifonismo renascentista está bem presente no seu primeiro período, durante o qual compõe as suas primeiras quatro sinfonias. O talento de Joly demonstra-se assim a si próprio pelo facto das referidas obras terem sido compostas entre os 22 e os 27 anos e imediatamente executadas pela Orquestra Sinfónica da Emissora Nacional. Mas antes de completar os seus 20 anos, o compositor transpôs para música textos de, Antero de Quental, Fernando Pessoa e Luís de Camões, que voltaria a ser fonte de inspiração da sua 6ª Sinfonia. Contudo já na 4ª sinfonia tinha usado um poema de Vasconcellos Sobral no seu epílogo, tema esse que chegou a ser proposto para Hino Mundial da Juventude.
O contacto com a Europa acontece com a sua ida para Itália, país onde foi bolseiro para musicologia, composição musical e direcção de orquestra. Estudou com Virgílio Mortari, Gioachino Pasqualini, Alceo Galliera e Hermann Scherchen, cujo Curso Internacional de Regência frequentou com Luigi Nono, Bruno Maderna e Fernando Corrêa de Oliveira.
No seu regresso a Portugal, Joly tornou-se uma figura de destaque na direcção de orquestra e durante um longo período de tempo deixou de lado a composição. Refere-se a essa fase como um período "sabático", antes de se voltar, em 1965, para a sua maior criação, a Quinta Sinfonia. Esta obra foi o seu último trabalho puramente orquestral, pois a Sexta Sinfonia foi composta para coro e soprano.
Por esta altura, o compositor português estava já bastante familiarizado com a mudança de estilo musical resultante do período pós-guerra, apoiando aqueles que compunham num idioma mais agressivo e mais moderno. Braga Santos também catapultou a sua carreira nesse sentido, embora sem nunca perder a qualidade melódica que faz a sua música tão brilhante, misturando-a apenas com um pouco daquela aspereza que aparecia então na música mundial. Neste período compôs a ópera Trilogia das Barcas, baseada em Gil Vicente e estreada em 1970 no Festival da Gulbenkian, constituindo umas das grandes obras de sempre do repertório lírico português.
A música de Joly Braga Santos pode ser vista principalmente como uma fusão dos vários estilos Europeus, particularmente da Europa Ocidental. Mas é o próprio quem diz: "Desde sempre entendi que tinha de criar o meu próprio estilo e a minha música devia ser o resultado dessa criação." A melodia era para ele a razão de ser da música.
Além da vasta obra musical, Braga Santos pertenceu ainda ao Gabinete de Estudos Musicais da Emissora Nacional, foi Director da Orquestra Sinfónica do Porto, Maestro Assistente e de Captação da Orquestra Sinfónica da RDP, professor de Composição do Conservatório Nacional de Lisboa, crítico e articulista, entre outros do Diário de Notícias, e fundou ainda a Juventude Musical Portuguesa.
O musicólogo João de Freitas Branco, autor da obra de referência da história da música portuguesa, salientou a generosidade cultural do maior sinfonista português. "Ele é o inverso do artista que se dirige apenas a minorias privilegiadas. Ele queria que muitas pessoas viessem a usufruir da sua arte." Comunicar para ele era essencial, contribuindo para isso o seu espírito aberto. Pai de uma família muito unida, adorava as suas filhas, a quem chamava as suas "maravilhas pequeninas".
Eleito pela UNESCO como um dos 10 melhores compositores da música contemporânea de então, Joly Braga Santos disse de si próprio, parafraseando Stravinski, "Não me considero compositor, mas sim inventor de música."
Joly Braga Santos morreu em Lisboa, no ano de 1988.
O seu espólio musical encontra-se, desde 16 de Fevereiro de 2009, na Biblioteca Nacional de Portugal.

## Condecorações
- A 13 de Julho de 1981 foi feito Comendador da Ordem Militar de Sant'Iago da Espada.[2]
- A 1 de Outubro de 1990, foi agraciado, a título póstumo, com a Medalha de Mérito Cultural.[3]

## Composições
- Música de Palco: Jogo para o Natal de Cristo (incid. musica, L.F. Rebelo), 1944, Lisboa, Trindade, 1945; Viver ou morrer (op, 1, J.F. Branco sobre I. Shaw), op.19, 1952, concerto perf., Lisboa, S. Carlos, 14 Junho 1956; Mérope (op, 3, M.J.B. Santos sobre F.S. Maffei, V. Alfieri e J.B. da S.L. de Almeida Garrett), op.28, 1958, Lisboa, S. Carlos, 15 Maio 1959; A estação (conto de rádio, F. de Almeida), op.29, 1959; A Nau Catrineta (ballet, 1, popular), op.30, 1959; Tema alentejano (ballet, F. Lima), op.37, 1965; Encruzilhada, op.41 (ballet, F. Graça), 1967; Trilogia das barcas (op, 2, M.J.B. Santos after G. Vicente), op.43, 1968–70, Lisboa, Gulbenkian, 8 Maio 1970; Dom Garcia, op.44 (cantata cénica, N. Correia), Vilar de Mouros, 1971.

- Orquestra: Elegia trágica, 1943; Abertura sinfónica I, op.7, 1946; Sinfonia n.º 1, op.8, 1947; Abertura sinfónica II, op.10, 1947; Nocturno, op.11, str, 1947; Sinfonia n.º 2, op.13, 1948; Elegia a Viana da Mota, op.14, 1948; Sinfonia n.º 3, op.15, 1949; Sinfonia n.º 4, op.16, 1950, revisto como sinfonia (V. Sobral), 1968; Concerto, d, op.17, str, 1951; Variações sobre um tema alentejano, op.18, 1951; Paisagem, sym. picture, op.22, 1952; Abertura sinfónica III, op.20, 1954; Pastoral, op.21, 1954; Canção, op.23, 1955; Va Conc., op.31, 1960; Divertimento, op.32, 1960; Ruinas do Carmo, poema sinfónico, op.33, 1961; 3 esboços sinfónicos, op.34, 1962; Sinfonietta, op.33, str, 1963; Sinfonia n.º 5 ‘Virtus lusitaniae’, op.39, 1966; Variações concertantes, op.40, str qt, hp, str, 1967; Duplo concerto, op.42, vn, vc, hp, str, 1968; Sinfonia n.º 6 (L. de Camões), op.45, S, chorus, orq., 1971–2; Pf Conc., op.46, 1973; Variações, op.49, orq., 1976; Otonifonias, op.50, brass band, 1977; Divertimento II, op.52, str, 1978; Vc Conc., op.60, 1987; Staccato brilhante, op.63, 1988.

- Obra Coral: A conquista de Lisboa (cant., Camões), op.9, coro, orch, 1947; Requiem, op.36, 1964; Ode à música (M. Torga), op.38, coro, orq., 1965; 8 composições corais sobre clássicos castelhanos (anon., séc. XV), op.47, S, T, coro, 1974; 2 motetos (liturgical), op.48, coro, 1974; Babel e Sião, op.53 (cant., Camões, Ps CXXXVII), voz recitada, S, coro, orq., 1980; As sombras, op.55 (cant., T. de Pascoais), S, Bar, coro, orq., 1984.

- Música Solo: Solo v (com pf a não ser que seja referido de outro modo): 5 melodias (F. Pessoa), 1942; 2 sonetos (Camões), 1944; 3 sonetos (Camões), op.2, 1945, orchd, 1972; Accordando (A. de Quental), op.3, 1945 arr v; 3 harmonizações de canções populares, 1948; Formoso rio Lys (R. Lobo), op.24, orq., 1955; Ode a Bocage (J.M.B. du Bocage), op.25, 1958; Cantares gallegos (R. de Castro), op.54, v, orq., 1980; Aquella tarde (A. Machado), op.62, v, ens, 1988.

- Música de Câmara: Nocturno, vn, pf, 1942; Str Qt no.1, op.4, 1945; Aria I, op.6, vc, pf, 1946, arr. orch, 1954; Andante caprichoso, op.6, bn, pf, 1946; Tema e variações, op.12, vc, pf, 1948; Pf Qt, op.26, 1957; Str Qt no.2, op.27, 1958; Aria II, op.51, vc, pf, 1977; Aria a 3, op.56, va, cl, pf, 1984; Suite de danças, op.57, pf, va, ob, db, 1984; Trio, op.58, vn, vc, pf, 1985; Sexteto, op.59, 2 vn, 2 va, 2 vc, 1986; Improviso, op.64, cl, pf, 1988.

- Música para Cinema: Chaimite (J. Brum do Canto), 1953; O cerro dos enforcados (F. Garcia), 1954; O velho e a moça (H. Peiroteu), 1960; A cruz de ferro (J.B. do Canto), 1965; Continuum (X. Aguirre), op.61, 1987.

- Arranjos: A. Fragoso: Pequena suite, orq., 1958; L. de Freitas Branco: Vathek, arr. pequena orq, 1965; L. de Freitas Branco: Fandango ribatejano, arr. para ballet, 1965.

## Obra literária
- Santos, Joly Braga, "Luís de Freitas Branco: Compositor", Arte musical, X, 1960, pp. 297–301.
- Santos, Joly Braga, "Luís de Freitas Branco: O compositor e a sua mensagem renovadora", Colóquio Artes, n.º XXIII, Junho, 1975, pp. 54–56.

## Discografia (Selecção)
- Symphony n.º 3 in C op. 15, London Symphony Orchestra, Álvaro Cassuto, PortugalSom, 1989.
- Divertimento n.º 1 op. 32; Viola Concerto op. 31; Budapest Philarmonic Orchestra, János Sándor, PortugalSom, 1989.
- Sinfonietta for strings op. 35; Concerto in D for strings op. 17, Budapest Philarmonic Orchestra, András Kórodi, PortugalSom, 1989.
- Symphonies n.º 1 and 5, Portuguese Symphony Orchestra, Álvaro Cassuto, Marco Polo, 1998.
- Symphony n.º 2; Crossroads (Encruzilhada: Ballet in one Act), Bournemouth Symphony Orchestra, Álvaro Cassuto, Marco Polo, 2000.
- Symphonies n.º 3 and 6, Portuguese Symphony Orchestra, Álvaro Cassuto, Marco Polo, 1998.
- Symphony n.º 4; Symphonic Variations, National Symphony Orchestra of Ireland, Álvaro Cassuto, Marco Polo, Naxos, 2002.
- Concerto for Strings; Concerto for Violin, Cello Strings and Harp; Sinfonietta for Strings; Variations Concertantes..., Northen Sinfonia, Álvaro Cassuto, Marco Polo, Naxos, 2001.
- Staccato brilhante; Divertimentos n.º 1 and 2; Nocturno for Strings; Concerto for Cello and Orchestra, Algarve Orchestra, Álvaro Cassuto, Marco Polo, Naxos, 2004.
- Alfama; Symphonic Overture; Elegy Variations; Three Symphonic Sketches, Royal Scottish National Orchestra, Álvaro Cassuto, Naxos, 2011.
- Symphonic Overture n.º 1 e n.º 2; Viver ou Morrer: Prelude; Pastoral; Romance; Symphonic Prelude; Intermezzo; Piano Concerto; Royal Liverpool Philharmonic Orchestra, Goran Filipec (pn), Álvaro Cassuto; Naxos, 2018.

## Documentários
- Joly Braga Santos: Compositor e Maestro, Produção: José António Crespo, Autoria: Paula Aresta, RTP, 1998.
- O Meu Avô Joly, Realização: Pedro Caldas, RTP, 2012.